# Скоропадский, Даниил Павлович
Даниил Павлович Скоропадский (31 января [13 февраля] 1904, Санкт-Петербург, Российская империя — 23 февраля 1957, Лондон, Великобритания) — украинский политический и общественный деятель, сын гетмана Павла Скоропадского, лидер и участник Гетманского движения в 1948—1957 годах. Родился в Санкт-Петербурге, по специальности инженер. С 1919 года в эмиграции в Швейцарии, Германии, а с 1939 года — в Великобритании. С 1932 года помогал отцу в управлении Гетманским движением. После войны принимал активное участие в организации украинской жизни в Великобритании, с 1949 года — почётный председатель Союза Украинцев в Великобритании. В 1948 году принял Верховное управление Гетманским движением. Умер в Лондоне 23 февраля 1957 года при загадочных обстоятельствах.

## Происхождение и ранние годы жизни
Даниил Скоропадский родился 31 января (13 февраля) 1904 года в Санкт-Петербурге. Свое имя он получил в честь гетмана Даниила Апостола. Даниил был четвёртым ребёнком в семье Павла и Александры Скоропадских, которые на то время уже имели двух дочерей (Марию и Елизавету) и сына Петра. Родители Даниила по своему происхождению, богатству и положению принадлежали к высшим аристократическим кругам Петербурга.

### Родословная
Отец Даниила — Павел Скоропадский — кавалергард и флигель-адъютант императора Николая II, участник русско-японской войны, один из крупнейших землевладельцев своего времени. От деда и отца ему с братом Михаилом перешли в наследство обширные владения в Полтавской и Черниговской губерниях (Тростянец, Полошки, Ярошовка, Восковцы, Дунаец, Кубаров). В Кубарове содержался один из лучших в Российской империи конных заводов, большой винокуренный завод; в Полошках добывалась высококачественная глина, которая использовалась на собственном заводе для производства кирпича; в Кубаровско-Дунаецкому и Тростянецком хозяйствах продавались строительные материалы. Эти имения ежегодно давали семьи Скоропадских огромные прибыли.
Мать — Александра Петровна Скоропадская (Дурново) — была единственной дочерью генерал-адъютанта Петра Павловича Дурново, который также занимал видное место в высшей иерархии тогдашнего российского общества и принадлежал к состоятельным слоям — был основателем Сибирского торгового банка, членом Алтайского золотопромышленного общества, имел большие имения в Вятской и других губерниях. Матери Александры Дурново — Марии Васильевне (из рода Кочубеев) принадлежало несколько имений на Полтавщине — Чутово, Кочубеевка, Искровка, Скороходово.
По линии отца Даниил Скоропадский унаследовал принадлежность к одному из старейших и самых известных украинских родов. Своими корнями этот род достигал середины XVII в., когда впервые документально было зафиксировано фамилию Федора Скоропадского, который прославил свое имя в бою под Жёлтыми Водами 1648 года, во время освободительной войны украинского народа против польского господства.
В письме к Даниилу 1925 года Павел Скоропадский с гордостью напоминал сыну:
«…Твои предки были простыми казаками и нобилитацию рода получили за службу при войске, за отвагу, за энергию, за военный талант, ими обнаружен… Они никогда не желали спокойной жизни без забот и без труда, шли тернистыми путями и доходили до высокого положения в государстве и к выдающейся роли в истории своего народа».
Одним из таких деятелей в украинской истории был гетман Левобережной Украины Иван Скоропадский (1646—1722), которому приходилось в тяжелый послемазепинский период постоянно сдерживать разгон победителя Петра I, который стремился уничтожить автономию Украины. Иван Скоропадский сыновей не имел, поэтому продолжателем рода стал его брат Василий (сотник Черниговского полка, а затем — генерал-хорунжий гетмана), который и был непосредственным предком Даниила Скоропадского. В течение трёх веков этот род дал Украине многих выдающихся военных, государственных и общественных деятелей.
Члены рода Скоропадских роднились в браках с самыми известными казацко-шляхскими семьями, среди которых были Апостолы, Бутовичи, Гамалеи, Забелло, Закревские, Кочубеи, Лысенко, Кулябки, Лизогубы, Маркевичи, Миклашевские, Милорадовичи, Тарновские, Полуботки. Кроме того, в женских линиях род Скоропадских был связан с великокняжими династиями Рюриковичей, Гедиминовичей, а также с господствующими европейскими родами. Потомками этих династий в прямой линии были бабушка Даниила по отцу — Мария Андреевна Миклашевська и мать Гетманича — Александра Петровна, которая по материнской линии происходила из известного украинского рода Кочубеев. Одним из древнейших предков Александры Скоропадской (Дурново) считается также граф Анри де Монс, выходец из Фландрии, ещё в середине XIV века оказался и осел на Черниговщине. Таким образом, родовое дерево Данила Скоропадского было глубоко укоренено в древнейшие слои не только украинской, но и общеевропейской истории.

### Формирование национального мировоззрения

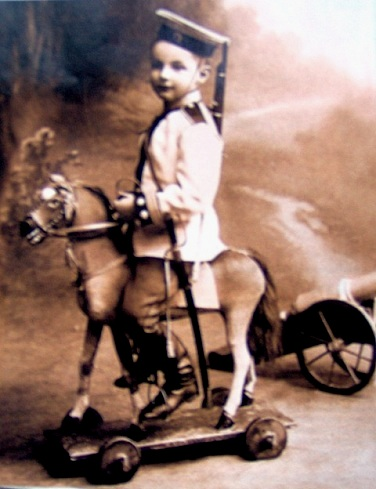
Маленький Даниил в Петербурге

На формирование национального мировоззрения мальчика в определённой степени влияло пребывание каждое лето в родовых имениях отца — Полошках (впервые Данила привезли туда в шестимесячном возрасте) и Тростянце на Черниговщине. Портреты гетманов (в том числе и Мазепы), старые обиды и казацкое оружие, редкие книги, собиравшиеся веками дедами и прадедами, вероятно, не оставляли Даниила равнодушным. Именно здесь, среди украинской природы, украинского языка и родовых традиций, он, вопреки элитарного окружения Петербурга, чувствовал свое родство с украинским народом.
Национальный колорит Полошок и, особенно, Тростянца, не был на то время таким выразительным, как, например, во времена Ивана Михайловича Скоропадского — деда Павла Скоропадского и прадеда Даниила. Украинская атмосфера пронизывала тогда всю жизнь вокруг. В своих воспоминаниях Павел Скоропадский недаром упоминал, что первые украинские впечатления он получил именно в доме деда. Иван Михайлович хорошо разговаривал на украинском языке и тщательно соблюдал украинские традиции не только в быту, но и в религиозных обрядах. Его частыми гостями были известные украинофилы и деятели украинской культуры — Василий Тарновский, Василий Горленко, Григорий Галаган, Николай Ге и др. Здесь, в Тростянецком имении, постоянно звучали песни бандуристов, обсуждали произведения Тараса Шевченко, Николая Костомарова и других украинских поэтов и писателей. Как вспоминал Павел Скоропадский, он с 5 до 12 лет, кроме родовых имений, Стародуба и Киева, никаких других городов не видел.
Что касается Даниила, то ему в этом отношении повезло чуть меньше, чем отцу.

### Детство
Детские годы Даниила Скоропадского прошли, в основном, в Петербурге, где семья Скоропадских жила до середины 1918 года. Он рос в русской среде и преимущественно под влиянием русской культуры. Как и все дети тогдашней элиты, мальчик получил классическое домашнее воспитание и образование.
Маленький Даниил играл на рояле, альте, скрипке, изучал иностранные языки (английский, французский, немецкий), принимал участие в детских концертах и спектаклях, посещал театры и художественные выставки, активно занимался спортом. Круг интересов мальчика был чрезвычайно широким. С раннего детства он интересовался также машинами и любил конструировать, занимался выпиливанием по дереву и приобретал навыки столярного мастерства. Вещи, сделанные собственными руками (этажерка, полки, рамки для фото, подставки для цветов), он с любовью дарил близким. Индивидуальные занятия Даниила дома позже сочетались с обучением в Первой петербургской гимназии.
Большую роль в воспитании детей играла мать — Александра Петровна Скоропадская. Она была душой семьи. Павел Скоропадский, как кадровый военный, не имел возможности уделять детям достаточно внимания, поэтому именно на жену ложилась главная ответственность за их развитие и становление как личностей.
Созерцая процессы, охватившие общество после февральских событий 1917 года, и выражая беспокойство за будущее детей, она в марте того же года писала мужу:
«Я с ужасом думаю о будущем воспитании Данилки. Насколько трудно будет привить ему чувство порядочности в том гнилом мире, в котором приходится жить… Но Ты не волнуйся, я духом падать не буду, ни в коем случае, и детей Твоих так или иначе выведу на путь правды и порядочности…»
Несмотря на тяжёлый период, который начался после свержения царизма, с его нестабильностью и непредсказуемостью, полным расстройством в общественных отношениях и сознании людей, Александре Скоропадской действительно удалось спасти детей от утраты тех идеалов, на которых они воспитывались, и вырастить их честными и благородными.

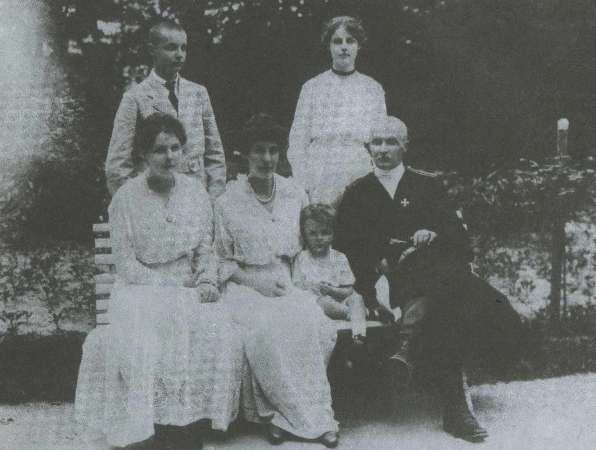
Гетман Павел Скоропадский с семьей. Слева направо: Даниил, Мария, Елизавета, жена Александра и Павел (умер летом 1918 г.). Елена родится только 5 июля 1919 г. в Германии

В этом же ключе уместно вспомнить статью Осипа Назарука «Гетманская семья», которую автор написал в 1927 году, вскоре после посещения семьи Скоропадских в Берлине. Как сторонний наблюдатель и человек непредвзятый, он был очарован атмосферой и отношениями, которые царили в семье гетмана. Особое впечатление на него произвели дети. В связи с этим он писал:
«Дети воспитаны так, что дай Бог, чтобы у каждого из нас дети были хоть немного так воспитаны: они ученые, набожные, трудолюбивые (работают с Гетмановой в огороде). При том поведення их такое человечное и скромное, что их здесь все любят».

### Революция
1917 год стал роковым для Российской империи Романовых и переломным для многих народов, входивших в неё. С отречением от престола императора Николая II начался новый этап и в жизни Скоропадских. Эта весть застала всю семью, кроме отца, в Петрограде. Даниилу исполнилось тогда 13 лет. На то время в семье было уже пятеро детей: 29 сентября 1915 года у Александры Петровны родился ещё один мальчик — Павел.
События, бушевавшие в революционном Петрограде, не могли оставаться вне поля зрения ученика пятого класса гимназии, который привык к размеренному упорядоченному ритму столичной жизни. Свои переживания мальчик описывал в многочисленных письмах к отцу.
Отец Даниила о революции узнал на Украине, где в то время дислоцировался 34-й армейский корпус, которым он командовал. Революционные события набирали обороты, привели к изменению и в мировоззрении бывшего царского генерала, который стал свидетелем небывалого подъёма национально-демократического движения. Перед Скоропадским встал выбор: с кем идти дальше и какой путь выбрать. Как украинец, он, вероятно, подсознательно определил этот путь сразу, но вошёл в украинскую революцию постепенно, после колебаний и размышлений. Ведь вся его предыдущая жизнь была тесно связано с Российской империей, в которой он занимал одно из главных мест, а социалистические идеи лидеров Украинской Центральной Рады были для него совершенно чуждыми и неприемлемыми.
Однако калейдоскоп бурных событий в Петрограде и Киеве, особенно после прихода к власти в России большевиков, заставил Павла Скоропадского принять окончательное решение и осознать свою миссию в революции. В своих воспоминаниях он писал:
«… Я пошел тем путем, к которому ближе всего лежало мое сердце. Этот путь вел к Украине. Шел я без честолюбивых замыслов, от этапа к этапу, постепенно все больше и больше принимая то украинское мировоззрение, которое и привело меня к идее украинской государственности»

### Времена Украинского Государства

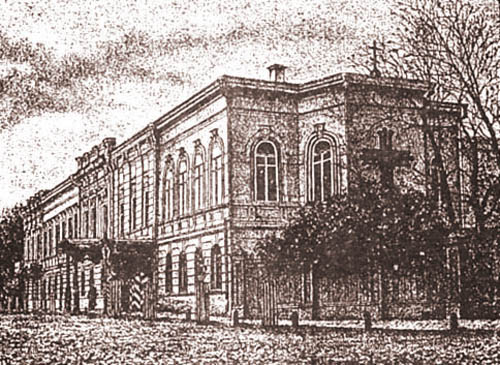
Гетманская резиденция в Киеве

Весной 1918 года политика Украинской Центральной Рады потерпела крах: 29 апреля 1918 года начался новый этап в истории украинской революции. Именно в тот день съезд хлеборобов-собственников, который собрался в киевском цирке Крутикова по ул. Николаевской, провозгласил Гетманом всей Украины Павла Скоропадского.
О событиях на Украине Александра Скоропадская с детьми узнала из петроградской прессы. Их дальнейшее пребывание в Петрограде в условиях большевистского режима становилось все более опасным. Но вопрос о переезде был решён только в июне, после подписания в Киеве (12 июня 1918 года) договора о перемирии между Украинской державой и большевистской Россией. В конце июня 1918 года семья гетмана прибыла специальным поездом в украинскую столицу.
Резиденция Павла Скоропадского размещалась в небольшом доме по ул. Институтской, 40, где когда-то жили генерал-губернаторы. Занять царский дворец, который находился неподалеку и был значительно больше, Гетман категорически отказался по принципиальным соображениям: в нём не так давно находился киевский большевистский ревком. В гетманском доме, который охранялся специальной стражей, семье Скоропадских отвели вместе со столовой и гостиной шесть небольших комнат.
Вспоминая в эмиграции те времена, Даниил писал, что он ежедневно наблюдал смену гетманской стражи, которая ровно в 12 часов с музыкой и украинскими флагами проходила мимо его окна, и это вызвало у него особые волнующие ощущения. Здесь же, в доме, Даниил был свидетелем приема гетманом иностранных послов и делегаций, а также ежедневных заседаний гетманских министров. Он имел возможность вблизи видеть тех, кто отвечал в то время за судьбу Украины и прилагал много усилий, чтобы её построить. Это были такие известные личности, как Николай Василенко, Дмитрий Дорошенко, Дмитрий Донцов, Антон Ржепецкий, Вячеслав Липинский и многие другие.
В своих воспоминаниях Дмитрий Дорошенко вспоминал, какой действительно титанической была работа гетманского аппарата, и как самоотверженно, почти без отдыха, работал сам гетман. Дорошенко отмечал удивительную работоспособность Павла Скоропадского, его умение четко и строго распределить время и успеть многое сделать. Как писал Дмитрий Дорошенко,
«…Он [Скоропадский] жил узником в своем доме: с утра до глубокой ночи просиживал за приемами, выслушиванием докладов и заседаниями. Просто приходилось удивляться, как человеческий организм мог выносить такое напряжение».
В этом отношении пример отца был тем основанием, на котором формировался в дальнейшем характер и личность Даниила. Через всю жизнь Гетмана, как вспоминали его современники, красной нитью проходила работа. Труд над собой, над гетманской идеей, на широком общественном поле, по специальности.

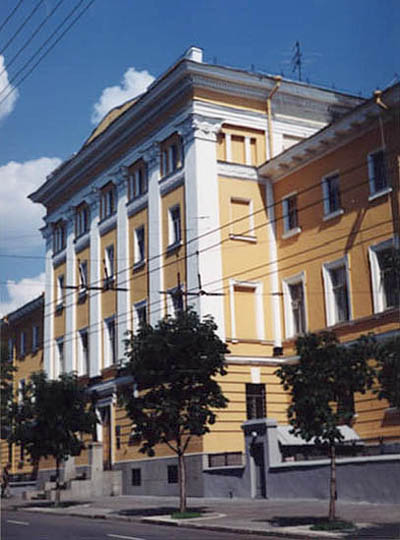
Здание бывшей Первой гимназии в Киеве, где в 1918 году учился Даниил Скоропадский

В Киеве гетман учился в украинском классе гимназии Владимира Науменко, известного педагога, общественного деятеля и редактора «Киевской Старины». Своим «домашним» учителем Даниил называл полковника Н. Блаватного, который проводил с ним много времени и благодаря которому Даниилу удалось многое понять и осознать. 15 августа 1918 года семью Скоропадских постигло большое горе: внезапно умер младший брат Даниила, трёхлетний Павел, и одновременно с этим Александра Петровна потеряла ещё одного ребёнка, который не успел родиться.
В целом, пребывание гетмана в Киеве ограничилось тремя месяцами, а период существования гетманского государства — семью с половиной. Она была свергнута в результате антигетманского восстания и прихода к власти Директории. Но в те времена, когда Украинское Государство существовало реально и становилось уже прочно на ноги, навсегда врезались в память гетмана. Воспоминания о них стали позже той животворной силой, которая питала его душу и помогла определить свой путь на чужбине.
Незадолго до восстания Павел Скоропадский отправил детей за границу. Его жена осталась в Киеве, чтобы быть рядом и разделить с мужем все трудности. После того, как Директория объявила Павла Скоропадского вне закона, он вынужден был оставить Киев и уехать с женой в Германию, а затем на некоторое время в Швейцарию. Универсал Директории, объявляя Павла Скоропадского вне закона, в то же время конфисковал все его имения. По этому поводу Вячеслав Липинский писал:
«…В то время это был одинокий украинский приказ о персональной конфискации барского имения. Ни одному из господ, что с презрением и ненавистью относились к украинству, и поэтому в жизни украинскому никакого участия не отдавали, украинская интеллигенция имений не конфисковывала. Конфисковали только имение Скоропадских и самого Гетмана — что отдал все свои силы в строительстве Украинского Государства»

## В эмиграции

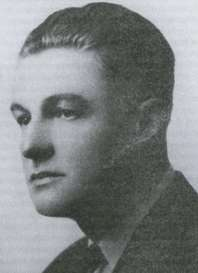
Гетман Даниил в начале 1930-х гг.

После падения Украинского Государства, будучи 14-летним мальчиком, Даниил Скоропадский вместе с семьёй оказался на чужбине. Находясь в эмиграции в Лозанне (Швейцария) он с отличием окончил в 1922 году французскую реальную гимназию и уехал вскоре в Германию, в Ванзее (возле Берлина), где с конца 1921 года окончательно поселилась его семья. Здесь он работал рабочим на фабрике Сименса и Шукерта (Siemens-Schuckert), а затем поступил в Высшую техническую школу (Берлинский технический университет) в Шарлоттенбурге. После её окончания, с 1928 по 1932 год, Даниил Скоропадский был сотрудником крупнейшей в те времена электротехнической фабрики Сименса и Гальске (Siemens & Halske).

### Участие в гетманском движении
В то время украинская политическая эмиграция четко разделилась на три группы: республиканцев УНР, консервативные круги и национал-революционеров. Деятели, которые представляли на чужбине Украинское Государство 1918 года и принадлежали к консервативному лагерю (среди них — Вячеслав Липинский, Николай Кочубей, Сергей Шемет, Александр Скоропись-Йолтуховский), основали в Австрии в 1920 году Украинский Союз Хлеборобов-Державников (УСХД), что дало начало гетманскому движению в эмиграции.
Политическая программа Союза, главной сутью которой принцип трудовой монархии, изложена в труде Вячеслава Липинского «Письма к братьям-хлеборобам». УСХД ставил целью построение украинского суверенного государства в форме наследственного гетманата во главе с Павлом Скоропадским и его родом. Гетман Павел Скоропадский стал во главе УСХД в 1922 году, и одновременно в Берлине была создана Центральная управа (позднее — Главное управление объединённых земледельческих организаций) как исполнительный орган УСХД, которому подчинялись все члены Союза в разных странах.

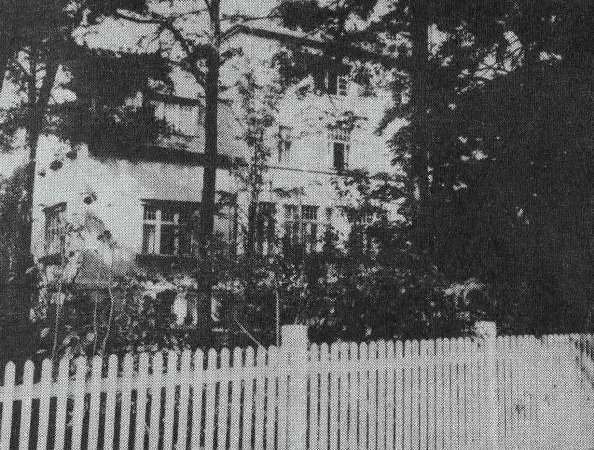
Дом семьи Скоропадских в Ванзее

В начале 1920 годов появился ряд гетманских организаций в Чехословакии, Польше, Германии, Франции. На гетманские позиции перешли многочисленные украинские организации США и Канады.
Летом 1926 года в Берлине был создан Украинский научный институт, основателем которого стало Общество помощи беженцам во главе с женой Гетмана Александрой Скоропадской. Первым директором института был профессор Дмитрий Дорошенко, известный национальный деятель, историк, бывший министр иностранных дел Украинского Государства 1918 года.
Активизация украинской политической эмиграции, гетманского движения, не оставила в стороне Даниила Скоропадского. Большое влияние оказывали на него и близкие отношения с Вячеславом Липинским и другими известными деятелями монархического направления. В тот период Даниил проводил активную работу среди украинской молодёжи и возглавлял студенческую организацию «Днепр», тесно сотрудничал с многими известными украинскими деятелями, в том числе со Степаном Федаком — братом жены полковника Евгения Коновальца, а также принимал участие в работе Гетманского клуба им. Липинского, в котором постоянным гостем был и сам Евгений Коновалец. Кроме этого, Даниил принимал активное участие и в более широкой украинской студенческой жизни.

### Наследник украинского престола
Павел Скоропадский и его единомышленники видели в Данииле человека, который смог бы возглавить гетманское движение после отца. Ввиду важности этого дела и ответственности, которую Даниил должен был принять на себя, Павел Скоропадский 1 апреля 1925 года обратился к нему со своим известным письмом. Письмо было приурочено к совершеннолетию Даниила, и в нём гетман выразил свои мысли по поводу той миссии, что лежала на нём и гетманском движении вообще. Он писал:
«Когда в 1918 году я, ища выхода для своего края из критического положения, руководствовался больше инстинктом, то теперь я уже вполне осознанно и продуманно кладу на плечи свои и своих потомков этот тяжкий крест и эту большую задачу — служить неизменной, непоколебимой опорой для Украинской Государственности. Моим долгом является не только до конца своей жизни вести гетманцев к победе, но также приготовить себе преемника, достойного высокой чести и большой ответственности быть вождем нации.
Поэтому я ставлю тебе, мой сын и единственный наследник моих прав и обязанностей, вопрос: готов ли ты, мои права и обязанности на себя перенять и до конца их стойко нести? Все обдумай и обмозгуй. Пусть величие задач не пугает тебя».
Последней установкой гетмана Даниилу были такие слова:
«Помни, раз ты примешь на себя добровольно мои права и обязанности, ты должен заботиться о том, чтобы быть достойным великого задания, ты должен приобрести мудрых, честных, преданных общей идее и хорошо организованным помощников и что таких помощников нельзя сразу при необходимости найти и организовать, а нужно их разыскивать и готовить целую жизнь».

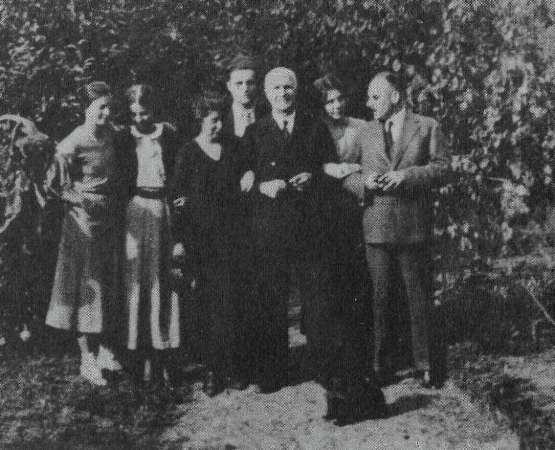
Семья Скоропадских в саду, 1935 год. Справа налево: граф Адам Монтрезор, Мария Монтрезор (Скоропадская), Гетман Павел Скоропадский, Даниил Скоропадский, Александра Скоропадская, Елисавета и Елена Скоропадские

После длительных размышлений Даниил через год дал положительный ответ. В начале 1933 года он оставил работу на фабрике и полностью отдался деятельности в гетманском центре. 16 мая 1933 года, в день своего 60-летия, Гетман Павел Скоропадский торжественно провозгласил:
«История велит мне заботиться, чтобы начатая мною в 1918 году государственная организация Украины продолжалась дальше до полного счастливого завершения нашего национально-государственного дела. В наших украинских реалиях нужно для этого напряженной, упорной работы ряда поколений. Поэтому, хоть и чувствую ещё силы, энергию и порыв к борьбе, то все же должен позаботиться о том, чтобы и после меня было обеспечено непрерывное продвижение нашего дела.
И поэтому … торжественно провозглашаю свою волю:
После меня продвижение нашего дела и все права и обязанности старшего в нашем роду переходят на сына моего Даниила. Сыну моему Даниилу завещаю стойко, до конца жизни стоять во главе гетманского государственного дела, а всем гетманцам — верно помогать ему в этом».
Тем самым, Павел Скоропадский и его сторонники последовательно делали шаги на пути утверждения принципов наследственной монархии со всей её атрибутикой. Сам факт политического и наследственного завещания должен был предостеречь попытки других заметных фигур заявить претензии на украинский престол.

### Путешествие в Соединенные Штаты и Канаду
Готовясь к своей миссии, Даниил Скоропадский по поручению отца совершил в 1937—1938 годах своё самое известное путешествие в США и Канаду. Украинская диаспора и гетманская организация за океаном были на то время самыми многочисленными. Приезд впервые на американский континент представителя гетманской идеи и наследника Павла Скоропадского имел для них огромное значение. Первая встреча с гетманом состоялась в Чикаго, куда он прибыл в связи с церемонией посвящения украинского самолёта «Киев». Здесь Даниил обратился к соотечественникам с речью и сразу поразил присутствующих своей эрудицией и глубоким знанием украинского дела. На протяжении четырёхмесячного визита, проходившего, как писала тогдашняя пресса, под лозунгом «За Украину» и под знаком украинского тризуба, он провёл многочисленные встречи с украинцами разных поколений и политических устремлений. Его выступления были полны великого патриотизма, призывов к единению, серьёзных раздумий о будущем нации.

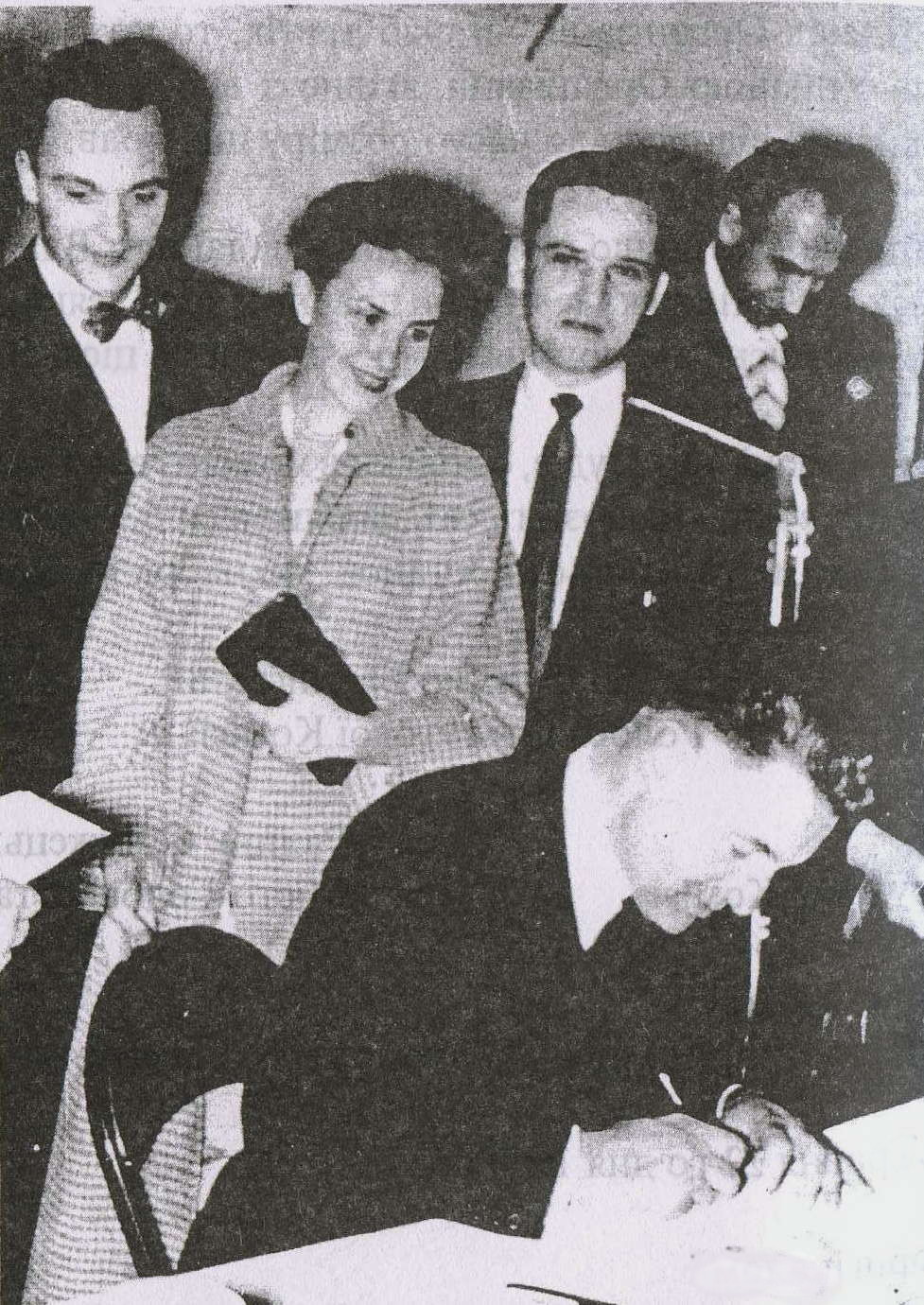
Гетман Даниил среди гетманцев США, 1953 год

Знакомство заокеанской диаспоры с Даниилом Скоропадским превзошло любые представления о нём. Он сумел завоевать сердца многих украинцев, заразить своей энергией, дать новый импульс их жизни на чужбине. Как вспоминали современники, гетман, кроме других положительных качеств, обладал ещё особым даром привлекать к себе людей и сплачивать их вокруг себя. Он был настоящим дипломатом в своих отношениях с ними. Это качество проявлялось в его поведении, манерах, поступках. Именно таким увидели Даниила тысячи украинцев Америки и Канады, когда писали о нём:
«Высокий, стройный, сильно построенный, знаменитый спортсмен, мужественный и ласковый, энергичный в движениях и речи, спокойный, но решительный, сдержанный, почтенный, но не холодный, элегантный снаружи и в сношениях с людьми, свободный в поведении, а при том полный действительно гетманского уважения. Он влёк украинцев за собой…»
Настоящим триумфом стала для Даниила его поездка в Канаду, где он сделал 41 публичное выступление перед украинскими общинами Торонто, Монреаля, Оттавы, Саскатуна, Эдмонтона, Калгари. Его популярность достигла в то время своего апогея. В нём видели лидера, о котором даже иностранные газеты писали:
«…33-летний принц Украины однажды может стать центральной фигурой в великом восстании, от которого может зависеть судьба Европы и Украины».
Высоко оценивая визит Гетмана в США и Канаду, украинская диаспора сделала главный итог:
«Больше всего его дело — это ломка льда в целом украинстве, которое почти два десятка лет находилось в плену демагогической антигетманской пропаганды»

### Вторая мировая война
С 1939 года начался новый этап в жизни Даниила Скоропадского, связанный с Великобританией. В условиях, когда Вторая мировая война фактически началась, он, по предложению отца, уехал в начале августа 1939 года в Великобританию, перед тем (в мае 1939 года) вместе с отцом приняв участие во встрече с Августином Волошиным.

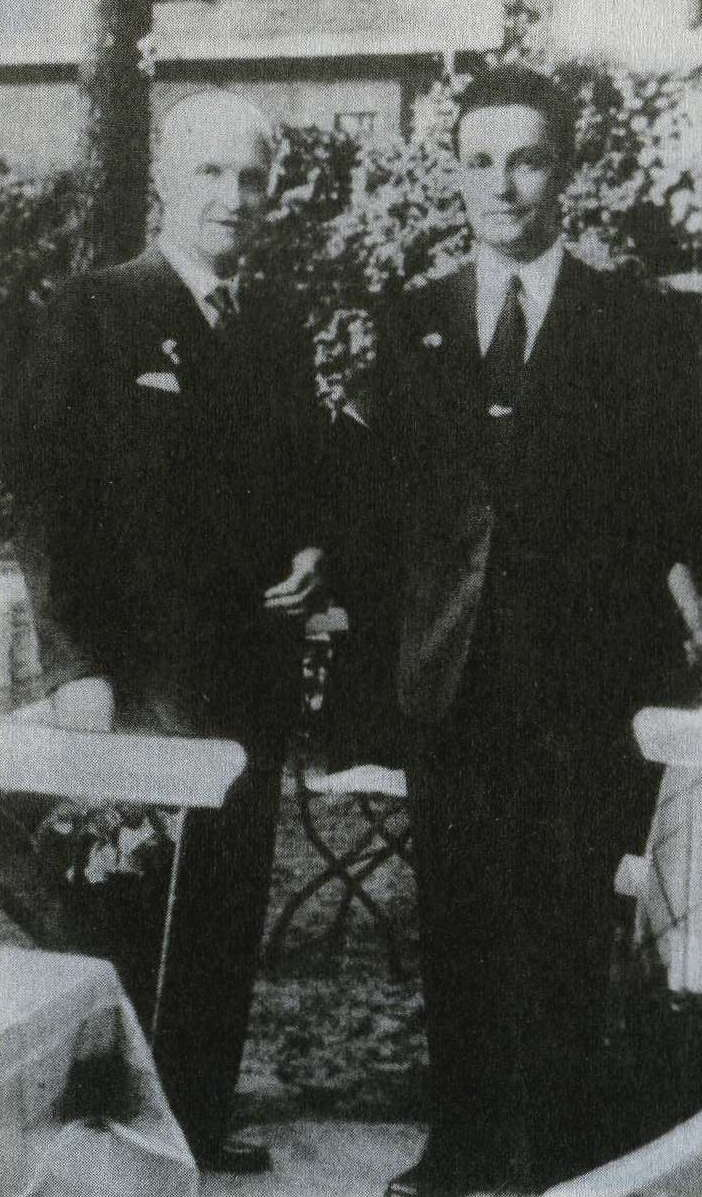
Гетман Павел и Гетман Даниил Скоропадские, 1939 год

Об отъезде Даниила Павел Скоропадский сообщил общественности во время собственных именин. Присутствующие гости связывали это с планами организации украинского войска из эмигрантов в Европе и Америке, где гетман побывал незадолго перед тем. На самом же деле ему ставилась цель наладить контакты с британским правительством на случай победы антигитлеровской коалиции в войне. Впрочем, в Великобритании с большим подозрением относились ко всем, кто приезжал из Германии. Поэтому активной деятельности Скоропадскому развернуть не удалось. Таким образом, с началом войны его положение было достаточно сложным.
В Лондоне Скоропадский прожил последние 18 лет своей жизни, до того трагического дня 23 февраля 1957 года, когда его не стало. На момент приезда гетмана в Великобританию, украинских эмигрантов там было немного, и едва ли не единственным представителем гетманского движения в этом регионе был Владимир Коростовец, который приехал в своё время в Англию по поручению Павла Скоропадского. Но в послевоенное время круг украинской эмиграции в Великобритании значительно расширился: здесь оказалось около 40 тысяч беженцев из СССР, в том числе членов ОУН и воинов УПА. Впоследствии украинская диаспора стала здесь одной из крупнейших в Европе.
15 марта 1945 года Павел Скоропадский поручил одному из своих приближенных — Илье Сапизи — пробраться в зону действия английской армии с тем, чтобы потом связаться с Даниилом Скоропадским и передать ему, чтобы тот «предпринял все усилия для спасения украинцев без разницы их политических убеждений».
Гетман отвечал:
«Наша сила — в наших людях. Выживут они — встанет Украина!»
Даниил Скоропадский как мог исполнял отцовский приказ. В частности, он добился, чтобы воины Украинской Национальной армии (1-й дивизии УНА) были интернированы в британскую и американскую зоны оккупации Германии.
Среди многих проблем, которые также встали перед гетманом, одной из главных было создание Союза Украинцев в Великобритании (СУВ). Решению этого вопроса он придавал первостепенное значение, потому что понимал, что украинская эмиграция может продолжать борьбу за свои идеалы только тогда, когда сама будет сильной и сплочённой. Такой Союз был создан в 1946 году в Эдинбурге. Вскоре Скоропадский, как один из главных организаторов СУВа, был избран его бессменным почётным председателем.

## Послевоенные годы
Чтобы удержаться на поверхности и не быть обузой для гетманских организаций за океаном в материальном плане, Скоропадский после войны снова вернулся к работе по специальности.
В 1946 году Скоропадский встретился с известным в мире предпринимателем Владимиром Джусом, американцем украинского происхождения, который возглавлял в Америке крупную самолётостроительную компанию «Dzus Fastener». Имея филиал этой фирмы в Англии, он пригласил туда Даниила, и в течение следующих 11 лет, до самой смерти, гетман работал здесь техническим директором. Владимир Джус чрезвычайно ценил Даниила как специалиста и был убеждён, что если бы тот не занимался политикой, то сделал бы большую карьеру в индустрии.
Джус всегда был для гетмана большой поддержкой и надёжной опорой в различных, порой очень сложных, ситуациях. Он был первым, кто после смерти гетмана предложил купить его дом с целью создания в нём историко-мемориального музея. Из-за определённых обстоятельств этого сделать не удалось.

### Наследник гетманского движения
После смерти отца (1945) и окончания Второй мировой войны Даниил фактически взял на себя функции преемника гетманского движения. Официально он был провозглашён им 5 ноября 1948 года, после сложения обязанностей регента гетманского движения его матерью, Александрой Скоропадской, которая незадолго до того отметила свой 70-летний юбилей. По этому случаю гетман 25 октября 1948 года прибыл в Германию. В Оберстдорфе он встретился с матерью и сёстрами, которых не видел почти 10 лет, и посетил могилу отца.
Принимая на себя права и обязанности руководителя гетманского движения, Скоропадский обратился к украинцам с такой речью:
«Заявляю твердо и торжественно, выполняя завещание покойного отца моего — Гетмана всей Украины Павла, буду продолжать гетманское дело, начатое им. Так же, как и он, всегда и до конца жизни моей служить высшим национально-государственным устремлениям украинского народа и его освободительного дела. … Молю Господа Бога, чтобы скрепил меня в духовных и физических силах для успешного продолжения и окончания начатого дела на добро и величие Украины. Молю Господа Бога, чтобы дал всем украинцам внутреннюю веру, единство и силу, чтобы освятил борьбу украинского народа за его законные права и дал ему окончательную победу».

### Визит в Германию
Во время своего визита в Германию Скоропадский посетил украинские лагеря близ Мюнхена, Украинский свободный университет, Украинскую свободную академию наук, провёл встречи с известными украинскими деятелями, в том числе Степаном Бандерой. В своих речах Гетман снова и снова призвал украинцев к единству, полной политической консолидации. Однако этот период характеризовался обострением отношений между различными политическими кругами украинской эмиграции, в первую очередь между представителями гетманского и УНРовского направлений. Фактически их отношения отражали то положение дел, которое создалось в украинском национальном лагере ещё в процессе освободительных движений 1917—1920 годов.
Находясь в Германии, Скоропадский вместе с Анной Храпливой и Богданом Панчуком принял участие в работе ликвидационной комиссии по закрытию Центрального украинского бюро помощи, работавшего с 1945 года и к 1948 году исчерпавшего свои возможности.

### Противостояние с Украинской Национальной Радой
В июле 1948 года лидерами УНР в изгнании была создана Украинская Национальная Рада, которая была провозглашена единственным репрезентативным органом украинского движения в диаспоре. В связи с этим Союз гетманцев-государственников, который не был представлен в Раде, выступил с заявлением, в котором выразил позицию гетманцев относительно той роли, которую УНРада должна играть как действительно представительный орган всей украинской общественности на чужбине. Гетманцы отметили, что концепцию УНР разделяют не все украинцы, и для того, чтобы УНРада имела статус национального политического центра, она должна не ограничиваться узко-социалистическими интересами, а строиться на принципах всеукраинства, объединяя вокруг себя все политические и общественные эмиграционные группировки.
В противовес УНРовцам, гетманцы предложили свою структуру УНРады с тем, чтобы в ней были представлены все четыре существующие на то время в украинском движении, государственно-освободительные концепции, выразителями которых были Андрей Левицкий, Степан Бандера, Андрей Мельник и Даниил Скоропадский. Но призыв к сотрудничеству и взаимопониманию не дал желаемых результатов, а, наоборот, привёл к ещё большей конфронтации между двумя политическими лагерями. Свидетельством этого является, например, тот факт, что в зал заседаний II сессии УНРады (1949) не были допущены даже корреспонденты от гетманского движения.

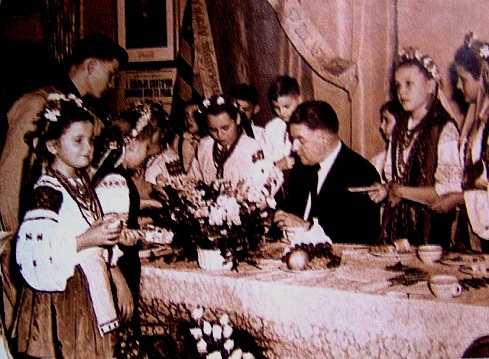
Даниил Скоропадский среди украинской молодежи в Нью-Йорке, 1953 год

Даниил Скоропадский очень болезненно воспринимал распри и конфликты среди украинской эмиграции, которые существенно ослабляли её позиции. Как человек, перед которым был пример западных демократий, он с сожалением отмечал отсутствие понимания приоритета национальных интересов над партийными.

### Жизнь в Великобритании
Вернувшись в Великобританию, Даниил продолжил активную деятельность по укреплению гетманского движения, в частности, по созданию на территории Великобритании Краевой организации Союза гетманцев-государственников (СХД). Такая организация официально была оформлена (хотя фактически существовала уже два года) на первом учредительном съезде СХД Англии, который состоялся в Болтоне (близ Манчестера) в ноябре 1949 года. На нём выступил Даниил Скоропадский, который ещё раз подчеркнул, что гетманское движение — это составная часть общеукраинского движения и главной позицией гетманцев является консолидация всех украинских политических сил вокруг Украинской Соборной Суверенности Государства.
Деятельность гетмана на английской земле была плодотворной и многогранной. Он занимался созданием в Великобритании структур Украинской автокефальной православной церкви в диаспоре, помогал украинским беженцам обустраивать их жизнь на чужбине, проводил большую работу среди украинской молодёжи, сотрудничал с организацией Антибольшевистский блок народов и тому подобное. В 1956 году в Лондоне состоялась 10-тысячная демонстрация украинцев и поляков, приуроченная к приезду в Британию советского лидера Никиты Хрущёва. Её участники обратились к английскому правительству с петициями осудить тоталитарный режим в СССР и поставить вопрос о самоопределении украинского народа. Одним из организаторов этой политической акции был гетман Даниил Скоропадский. Ему исполнилось на тот момент 52 года, и он, как и раньше, был энергичным, активным, работоспособным, не любил «слабонервных, слезливых, преступно-пассивных».

### Гибель

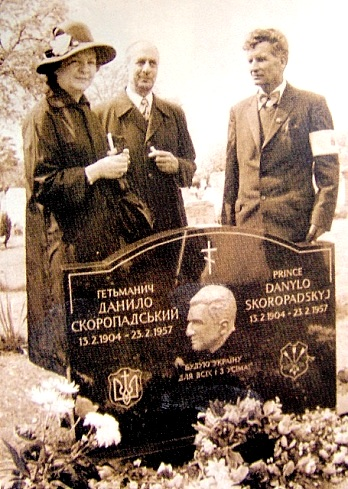
Елена Отт-Скоропадская и её муж, Людвиг Отт, на могиле Даниила Скоропадского в Лондоне

23 февраля 1957 года гетмана Даниила Скоропадского не стало. Известие о его смерти при загадочных обстоятельствах стало неожиданностью для тех, кто его знал. Медицинское заключение констатировало, что причиной смерти было кровоизлияние в мозг, хотя посмертного вскрытия при этом не было сделано. Для организации похорон был создан общественный комитет из представителей всех действующих в Великобритании украинских политических и общественно-культурных организаций. Похороны Даниила Скоропадского состоялись 2 марта 1957 года на лондонском кладбище Гемпстед в присутствии большого количества людей.
За простым дубовым гробом, покрытым национальным флагом и родовым гербом Скоропадских, шли родные и близкие для Гетмана люди, среди которых присутствовали сёстры Даниила: Мария Монтрезор (старшая сестра) и Елена Отт (младшая сестра), а также Галина Мельник-Калужинская — невеста Гетмана. Так случилось, что долгожданный брак с этой женщиной, которая оказалась в Англии после Второй мировой войны, так и не состоялся. Как фатум воспринимается тот факт, что помолвка Даниила Скоропадского с Галиной Мельник-Калужинскою произошла за 10 дней до смерти гетмана, а официальное сообщение об их венчании должно было быть опубликовано в прессе именно в начале марта 1957 года.
На надгробии гетмана, что на лондонском кладбище Гемпстед, выбита надпись: «Создаю Украину для всех и со всеми».

## Итоги

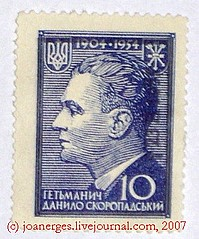
Памятная почтовая марка, изданная украинской диаспорой по случаю 50-летия гетмана Даниила Скоропадского

Ещё будучи маленьким мальчиком, Даниил Скоропадский оказался с семьёй на чужбине. Однако мечты о независимой Украине, которую он, хотя и не долго, успел почувствовать и увидеть вблизи, никогда его не покидали. Следуя завету отца, Даниил Скоропадский всю свою дальнейшую жизнь посвятил служению во имя Украины, был горячим патриотом и свято верил в свой народ.
Как и отец, Павел Скоропадский, Даниил считал, что украинская государственность может возродиться только в своей традиционной национальной форме. Именно в исторической традиции, которая лежала в народе, гетман усматривал залог будущего возрождения Украины и был уверен, что она как нация древней культуры, в конце концов, завоевавшая себе место в мире, на которое имела полное право. Даниил Скоропадский, преданный гетманской идее, в то же время с уважением относился к своим политическим оппонентам. Он никогда не осуждал тех, кто организовал в свое время антигетманское восстание против его отца Павла Скоропадского и был причастен к свержению Украинской державы 1918 года. Наоборот, он сожалел о всех жертвах независимо от их политической ориентации. Умение подняться над личным, без предубеждений оценить события прошлого во имя будущего было его существенной чертой.
Несмотря на то, что отсутствие национального единства было одним из главных факторов поражения Украинской революции 1917—1920 годов, Даниил Скоропадский делал всё возможное, чтобы консолидировать различные украинские силы в эмиграции. Ссориться относительно формы власти в независимой Украине, когда таковой вообще ещё не было, гетман считал неуместным и исходил из того, что только народ имеет право решать в будущем это вопрос. Он неоднократно подчёркивал, что принадлежит всему украинству и верно служит свободной Украине без оглядки на то, будет ли там строй монархический или республиканский. В то же Время Даниил Скоропадский был бескомпромиссным и последовательным в отношении тех, кто отрицал идею суверенной Украины.
Авторитет гетмана среди украинской диаспоры был чрезвычайно высоким, и его называли одним из лидеров украинского движения в эмиграции. Многие из тех, кто выступил в свое время против гетмана Павла Скоропадского в 1918 году, позже стали ярыми сторонниками его сына — гетмана Даниила. Среди них был, например, и бывший член Директории УНР Афанасий Андриевский, который в 1954 году в письме к гетману писал:
«…В Вашем лице я вижу величие украинской государственности и перед Вами клоню мою седую голову»
Высоко оценивал деятельность Данила и Осип Назарук — один из организаторов гетманского движения в Америке, бывший активный участник антигетманского восстания.
Даниил Скоропадский прожил всего 53 года. Внезапная загадочная смерть оборвала его жизнь в самом расцвете сил. В своём прощальном слове на могиле Даниила известный деятель Организации украинских националистов (революционеров) (ОУН-р) Ярослав Стецько сказал:
«Украинцы потеряли в лице Гетмана выдающуюся личность, истинного украинского патриота, независимого и соборника, человека высокой личной культуры и такта, аристократ не только по крови, но прежде всего по духу… В своей деятельности он имел только основную цель — украинскую государственность».
Хорошо известный и уважаемый в кругах украинской эмиграции, Даниил Скоропадский был неизвестным на Украине. С советских времён такое отношение руководителей украинского движения было привычным, ибо соответствовало тем идеологическим нормам дозволенного и недозволенного, в пределах которых развивалось всё советское общество.
Но гетман Даниил ещё в своих многочисленных выступлениях перед украинской общественностью неоднократно подчёркивал:
«За будущее нашего народа я не боюсь, ибо верю в его здоровые и творческие силы. Верю, что здоровая национальная стихия … сметет с нашего тела и заразу московского большевизма, а все украинские государственники найдут путь друг к другу и, объединившись под сенью одной руководящей идеи, в творческом порыве возьмут и отстроят нашу Украину»

## Почтение памяти
В 2004 году патриотическая общественность на Украине и за её пределами отметила 100-летие со дня рождения гетмана Даниила Скоропадского. В Украине, в частности, ряд общественных организаций и государственных образовательных учреждений провели тематические выставки и встречи, а Союз гетманцев-державников организовал научные чтения, посвященные этой дате.
Тем не менее, широкого резонанса в обществе эти события не получили. На государственном уровне фигура гетмана остаётся непочтенной, а для большинства украинцев  Даниил Скоропадский остаётся неизвестным.

## Ссылка
- Последний гетман. Часть.
- Последний гетман. Часть II.
- Последний гетман. Часть III.
- Очерки деятельности гетманцев в рядах движения сопротивления Второй мировой на территории Украины. (недоступная ссылка)